# 唐田镇
唐田镇，是中华人民共和国安徽省池州市贵池区下辖的一个乡镇级行政单位。

## 行政区划
唐田镇下辖以下地区：
唐田社区、吴田社区、四门村、扬名村、石坡村、八一村、尚书村、凤凰村、和平村和沙山村。

## 中国传统村落
2013年8月，沙山嘴文化村被评为第二批中国传统村落。